# Jaera salvini
Jaera salvini é uma espécie de borboleta descrita por Otto Staudinger em 1888. Jaera salvini faz parte do gênero Jaera e família lycaenidae.